# Josh
Josh (em hindi:  जोश, em inglês: Frenzy) (br/pt: Josh) é um filme indiano de 2000, dos gêneros ação, drama e aventura dirigido por Mansoor Khan e estrelado por Shahrukh Khan.

## Enredo
Na cidade de Vasco, em Goa, existem duas gangues de rua rivais - os Bichhoos (Escorpiões), que são imigrantes hindus, e os Eagles, que são cristãos locais. O líder dos Bichhoos é Prakash Sharma (Sharad Kapoor), enquanto os Eagles são liderados por Max Dias (Shah Rukh Khan). Prakash é um executor local, que usa sua gangue para se envolver em atividades dissimuladas no mercado imobiliário do Vasco. Max, junto com sua irmã gêmea Shirley (Aishwarya Rai Bachchan), são órfãos que pertencem a uma equipe de motociclistas barulhentos, juntamente com os outros membros dos Eagles. As gangues são inimigas e demarcaram a cidade para evitar brigas. Eles geralmente são impedidos de brigas pelo padre Jacob ou pelo inspetor de polícia da cidade (Sharat Saxena).
O irmão de Prakash Rahul (Chandrachur Singh) é um Masterchef bem educado que trabalha em Mumbai. Ele vem visitar o Vasco depois de dois anos, com a intenção de levar sua família de volta para Mumbai com ele. Rahul decide passear pelo Vasco e redescobre seu amor pela cidade. Enquanto no território do Eagle Gang, ele vê Shirley e fica fascinado por sua beleza e elegância celestiais à primeira vista. Ele acaba desenvolvendo uma profunda atração por Shirley e decide se estabelecer no Vasco e abrir uma confeitaria. Enquanto isso, ele, sem saber, se torna parte da rivalidade Eagle - Bichchoo e se aproxima de Shirley.
Prakash, precisando desesperadamente de dinheiro, planeja tomar o terreno da vila. O terreno pertenceu historicamente a Alberto Vasco, o senhorio de toda a aldeia e o homem que dá nome à vila. Rahul descobre que o terreno foi passado de Alberto para uma mulher chamada Mary Anne Louise. Sem saber dos esquemas de seu irmão, Rahul visita o endereço listado para o Sr. Vasco, e é revelado que Mary era uma locadora na vila Rose, no 13, Churchill Road, que pertencia a Lady D'Costa (Nadira), há vinte e dois anos. . Rahul fica sabendo pela Sra. D'costa que Mary é a mãe de Max e Shirley e os gêmeos são filhos ilegítimos de Alberto Vasco, nascido em 1958.
Tendo desenvolvido um relacionamento próximo com Shirley, Rahul planeja revelar essa informação a ela na forma de uma carta, no entanto, ela cai nas mãos de Prakash. Prakash planeja casar Rahul com Shirley e, enquanto isso, assassinar Max, a fim de receber a valiosa terra de Alberto Vasco no valor de Rs. 20 mil. Quando ele tenta executar seu plano e matar Max, uma luta sangrenta começa entre os dois, e Max acidentalmente atira em Prakash enquanto se defende. Max é preso pela polícia, e seu julgamento cria uma rixa entre Shirley e Rahul, pois ele acredita que Prakash foi até Max apenas para pedir a Shirley por ele e Max o assassinou sem motivo real. Antes de Max receber seu veredicto, Rahul descobre a verdade e, portanto, defende Max no tribunal. Max é liberado e pede perdão a Rahul e sua mão em casamento com Shirley, unindo assim as Águias e os Bichhoos.
O filme termina com uma nota feliz, com cenas do casamento de Rahul e Shirley durante o epílogo.

## Elenco
- Shahrukh Khan - Max "Maxie" Dias
- Aishwarya Rai - Shirley Dias (Max's sister)
- Sharad Kapoor - Prakash Sharma
- Chandrachur Singh - Rahul Sharma (Prakash's brother)
- Priya Gill - Rosanne (Max's love interest)
- Vivek Vaswani - Savio (Rosanne's boyfriend)
- Sharat Saxena - inspetor
- Puneet Vasishtha - Michael
- Sushant Singh - Gotiya
- Nadira - Louise
- Suhas Joshi - Rahul's mother